# Jan Wincenty Mazurkiewicz
Jan Wincenty Mazurkiewicz (ur. 1813, zm. 1887) – uczestnik polskich powstań, działacz emigracyjny. 
Walczył w powstaniu listopadowym. W 1839 założył Związek Narodu Polskiego, w 1853 współzakładał Koło Polskie w Paryżu. Był członkiem Komisji Wojskowej, wysyłającej w latach 1863–1864 ochotników do kraju. Należał także do komisji Zjednoczenia Emigracji. Uczestniczył w wojnie francusko-pruskiej.
Jan Wincenty Mazurkiewicz pochodził z obecnego województwa lubelskiego. Miał brata, który mieszkał w miejscowości Wilków nad Wisłą koło Kazimierza Dolnego (gdzie do dzisiaj zamieszkują jego potomkowie).